# Peleagonzalo (kommun)
Peleagonzalo är en kommun i Spanien.   Den ligger i provinsen Provincia de Zamora och regionen Kastilien och Leon, i den centrala delen av landet, 190 km nordväst om huvudstaden Madrid. Antalet invånare är 313.